# Aurélie Muller
Aurélie Muller, född 7 juni 1990, är en fransk idrottare som tävlar i öppet vatten-simning.

## Karriär
Vid världsmästerskapen i simsport 2017 vann hon sitt andra raka guld på distansen 10 km.
I juni 2022 vid VM i Budapest tog Muller silver i 5 km öppet vatten. Hon slutade även på fjärde plats i 10 km öppet vatten.